# (19421) Zachulett
(19421) Zachulett (1998 FD56) – planetoida z grupy pasa głównego asteroid okrążająca Słońce w ciągu 4,33 lat w średniej odległości 2,65 j.a. Odkryta 20 marca 1998 roku.